# Liste des gares du Loiret

Le département du Loiret en rouge sur la carte

La liste des gares du Loiret présente les gares ferroviaires du département français du Loiret (région Centre-Val de Loire).

## Liste
| Gare                                 | Lieu                     | Coordonnées                       | Lignes | Ouverture       | Utilisation                                                                                                | Photo |
| ------------------------------------ | ------------------------ | --------------------------------- | --- | --------------- | --- | ----- |
| Gare d'Artenay                       | Artenay                  | 48° 04′ 52″ nord, 1° 52′ 59″ est  | Paris-Austerlitz à Bordeaux-Saint-Jean | 5 mai 1843      | Fret SNCF, TER Centre-Val de Loire                                                                         |       |
| Gare des Aubrais                     | Fleury-les-Aubrais       | 47° 55′ 36″ nord, 1° 54′ 24″ est  | Paris-Austerlitz à Bordeaux-Saint-Jean, Les Aubrais - Orléans à Montauban-Ville-Bourbon, Les Aubrais - Orléans à Orléans, Les Aubrais - Orléans à Malesherbes, Les Aubrais - Orléans à Montargis | 5 mai 1843      | Elipsos, TGV, Intercités, Aqualys, TER Nouvelle-Aquitaine, TER Centre-Val de Loire, Fret SNCF              |       |
| Gare d'Auxy - Juranville             | Auxy                     | 48° 05′ 02″ nord, 2° 29′ 03″ est, | Villeneuve-Saint-Georges à Montargis, Auxy - Juranville à Bourges |                 | fermée |       |
| Gare de Baule                        | Baule                    | 47° 48′ 42″ nord, 1° 40′ 05″ est  | Paris-Austerlitz à Bordeaux-Saint-Jean |                 | TER Centre-Val de Loire                                                                                    |       |
| Gare de Beaugency                    | Beaugency                | 47° 46′ 42″ nord, 1° 37′ 33″ est  | Paris-Austerlitz à Bordeaux-Saint-Jean | 26 mars 1846    | Aqualys, TER Centre-Val de Loire                                                                           |       |
| Gare de Beaumont - Boësses           | Beaumont-du-Gâtinais     | 48° 08′ 34″ nord, 2° 28′ 10″ est  | Villeneuve-Saint-Georges à Montargis |                 | fermée |       |
| Gare de Beaune-la-Rolande            | Beaune-la-Rolande        | 48° 04′ 24″ nord, 2° 25′ 11″ est  | Étampes à Beaune-la-Rolande |                 | fermée |       |
| Gare des Bordes                      | Les Bordes               | 47° 48′ 34″ nord, 2° 23′ 48″ est  | Orléans à Gien, Auxy - Juranville à Bourges | 3 novembre 1873 | fermée partiellement détruite                                                                              |       |
| Gare de Boisseaux                    | Boisseaux                | 48° 15′ 24″ nord, 1° 58′ 23″ est  | Paris-Austerlitz à Bordeaux-Saint-Jean | 5 mai 1843      | TER Centre-Val de Loire                                                                                    |       |
| Gare de Briare                       | Briare                   | 47° 38′ 47″ nord, 2° 44′ 01″ est  | Moret - Veneux-les-Sablons à Lyon-Perrache |                 | Intercités                                                                                                 |       |
| Gare de Cercottes                    | Cercottes                | 47° 59′ 11″ nord, 1° 53′ 04″ est  | Paris-Austerlitz à Bordeaux-Saint-Jean | 5 mai 1843      | TER Centre-Val de Loire                                                                                    |       |
| Gare de Cerdon                       | Cerdon                   | 47° 38′ 05″ nord, 2° 21′ 36″ est  | Auxy - Juranville à Bourges |                 | fermée Convertie en gîte d'étape                                                                           |       |
| Gare de Chaingy-Fourneaux-Plage      | Chaingy                  | 47° 52′ 38″ nord, 1° 46′ 57″ est  | Paris-Austerlitz à Bordeaux-Saint-Jean |                 | TER Centre-Val de Loire                                                                                    |       |
| Gare de Châteauneuf-sur-Loire        | Châteauneuf-sur-Loire    | 47° 52′ 07″ nord, 2° 13′ 35″ est  | Orléans à Gien | 3 novembre 1873 | Fret SNCF                                                                                                  |       |
| Gare de Chécy - Mardié               | Chécy                    | 47° 53′ 48″ nord, 2° 02′ 20″ est  | Orléans à Gien | 3 novembre 1873 | Fret SNCF                                                                                                  |       |
| Gare de Chevilly                     | Chevilly                 | 48° 01′ 36″ nord, 1° 52′ 45″ est  | Paris-Austerlitz à Bordeaux-Saint-Jean | 5 mai 1843      | TER Centre-Val de Loire                                                                                    |       |
| Gare de Dordives                     | Dordives                 | 48° 08′ 50″ nord, 2° 45′ 46″ est  | Moret - Veneux-les-Sablons à Lyon-Perrache |                 | Transilien                                                                                                 |       |
| Gare de Ferrières - Fontenay         | Fontenay-sur-Loing       | 48° 05′ 48″ nord, 2° 46′ 20″ est  | Moret - Veneux-les-Sablons à Lyon-Perrache |                 | Transilien                                                                                                 |       |
| Gare de Gien                         | Gien                     | 47° 41′ 57″ nord, 2° 38′ 10″ est  | Moret - Veneux-les-Sablons à Lyon-Perrache, Auxerre-St-Gervais à Gien, Orléans à Gien, Gien à Argent                                                                                             |                 | Intercités, Fret SNCF                                                                                      |       |
| Gare de Labrosse - Augerville        | Augerville-la-Rivière    |                                   | Villeneuve-Saint-Georges à Montargis |                 | fermée |       |
| Gare de La Chapelle-Saint-Mesmin     | La Chapelle-Saint-Mesmin | 47° 53′ 35″ nord, 1° 49′ 37″ est  | Paris-Austerlitz à Bordeaux-Saint-Jean |                 | TER Centre-Val de Loire                                                                                    |       |
| Gare de La Ferté-Saint-Aubin         | La Ferté-Saint-Aubin     | 47° 43′ 15″ nord, 1° 55′ 56″ est  | Les Aubrais - Orléans à Montauban-Ville-Bourbon | 20 juillet 1847 | TER Centre-Val de Loire, TER Nouvelle-Aquitaine, Fret SNCF                                                 |       |
| Gare de Malesherbes                  | Malesherbes              | 48° 17′ 37″ nord, 2° 24′ 05″ est  | Villeneuve-Saint-Georges à Montargis, Les Aubrais - Orléans à Malesherbes, Bourron-Marlotte-Grez à Malesherbes                                                                                   | 6 mai 1867      | , Fret SNCF                                                                                                |       |
| Gare de Marigny-les-Usages           | Marigny-les-usages       | 47° 57′ 39″ nord, 2° 00′ 09″ est  | Les Aubrais - Orléans à Malesherbes |                 | Fret SNCF                                                                                                  |       |
| Gare de Meung-sur-Loire              | Meung-sur-Loire          | 47° 49′ 48″ nord, 1° 41′ 31″ est  | Paris-Austerlitz à Bordeaux-Saint-Jean |                 | TER Centre-Val de Loire, Aqualys, Intercités                                                               |       |
| Gare de Montargis                    | Montargis                | 48° 00′ 25″ nord, 2° 44′ 35″ est  | Moret - Veneux-les-Sablons à Lyon-Perrache, Villeneuve-Saint-Georges à Montargis, Montargis à Sens, Les Aubrais - Orléans à Montargis                                                            | 14 août 1860    | Intercités, Transilien, Fret SNCF                                                                          |       |
| Gare de Nogent-sur-Vernisson         | Nogent-sur-Vernisson     | 47° 51′ 10″ nord, 2° 44′ 15″ est  | Moret - Veneux-les-Sablons à Lyon-Perrache |                 | TER Centre-Val de Loire, Fret SNCF                                                                         |       |
| Gare d'Orléans                       | Orléans                  | 47° 54′ 28″ nord, 1° 54′ 17″ est  | Les Aubrais - Orléans à Orléans, Orléans à Gien, Chartres à Orléans | 5 mai 1843      | Intercités, Interloire, Aqualys, TER Nouvelle-Aquitaine, TER Auvergne-Rhône-Alpes, TER Centre-Val de Loire |       |
| Gare d'Ouzouer - Dampierre           | Ouzouer-sur-Loire        | 47° 45′ 37″ nord, 2° 30′ 01″ est  | Orléans à Gien | 3 novembre 1873 | fermée convertie en habitation                                                                             |       |
| Gare de Pithiviers                   | Pithiviers               | 48° 10′ 25″ nord, 2° 14′ 30″ est  | Étampes à Beaune-la-Rolande, Les Aubrais - Orléans à Malesherbes |                 | Fret SNCF                                                                                                  |       |
| Gare de Puiseaux                     | Puiseaux                 | 48° 12′ 21″ nord, 2° 27′ 38″ est  | Villeneuve-Saint-Georges à Montargis |                 | fermée |       |
| Gare de Saint-Ay                     | Saint-Ay                 | 47° 51′ 47″ nord, 1° 45′ 00″ est  | Paris-Austerlitz à Bordeaux-Saint-Jean |                 | TER Centre-Val de Loire                                                                                    |       |
| Gare de Saint-Cyr-en-Val - La Source | Saint-Cyr-en-Val         | 47° 49′ 09″ nord, 1° 56′ 51″ est  | Les Aubrais - Orléans à Montauban-Ville-Bourbon | 20 juillet 1847 | TER Nouvelle-Aquitaine, TER Centre-Val de Loire, Fret SNCF                                                 |       |
| Gare de Saint-Benoît - Saint-Aignan  | Bray-Saint-Aignan        | 47° 50′ 19″ nord, 2° 19′ 20″ est  | Orléans à Gien | 3 novembre 1873 | fermée convertie en habitation                                                                             |       |
| Gare de Saint-Denis - Jargeau        | Saint-Denis-de-l'Hôtel   | 47° 52′ 26″ nord, 2° 07′ 46″ est  | Orléans à Gien | 3 novembre 1873 | Fret SNCF                                                                                                  |       |
| Gare de Saint-Jean-de-Braye          | Saint-Jean-de-Braye      | 47° 54′ 36″ nord, 1° 58′ 40″ est  | Orléans à Gien | 3 novembre 1873 | TER Centre-Val de Loire                                                                                    |       |
| Gare de Villeneuve-d'Ingré           | Ingré                    | 47° 56′ 03″ nord, 1° 50′ 06″ est  | Chartres à Orléans |                 | Fret SNCF                                                                                                  |       |